# Raketne topovnjače klase Helsinki
Raketne topovnjače klase Helsinki (finski Helsinki-luokan ohjusvene) klasa je raketnih topovnjača (ponekad se klasificira kao korveta) koje je koristila Finska ratna mornarica. Ukupno je izgrađeno četiri broda u ovoj klasi. Klasu Helsinki nasljedila je klasa raketnih topovnjača Rauma. Svi brodovi ove klase izgrađeni su u Wärtsilä brodogradilištu Hietalahti u Helsinkiju, Finska, a imali su matičnu luku u Pansiju.
Brodovi klase Helsinki više nisu u aktivnoj službi u Finskoj ratnoj mornarici. Dva broda prodana su u sklopu "offset" programa nabave oklopnih vozila Patria AMV Hrvatskoj za 9 milijuna eura. Brodovi su isporučeni Hrvatskoj i trebali bi u ući u službu Hrvatske ratne mornarice u drugoj polovini 2008. godine.

## Karakteristike
Brodovi ove klase imaju deplasman od 300 tona, dužine su 45 metara, širine 8,8 m, a gaz im je 3 m. Svaki brod opremljen je s tri dizelska motora MTU 16V 538 TB92 snage po 3.000 kW pri 1.900 o/min (3 brodska vijka). Može postići brzinu od 32 čvora. Brodove opslužuje po 30 članova posade.
Klasa Helsinki naoružana je pramčanim topom Bofors kalibra 57 milimetara, dva protuzrakoplovna topa Sako 23 milimetra, te krmene platforme koje nose osam dalekometnih protubrodskih raketa RBS-15 SSM. Može nositi i dubinske bombe.

## Brodovi u klasi
FNS 60 Helsinki
Brodogradilište: Wärtsilä.
Naručena: 5. studenog 1980.
U službi od: 1. rujna 1981.
Status: izvan službe od 2002.
FNS 61 Turku
Brodogradilište: Wärtsilä.
Naručena: 13. siječnja 1983.
U službi od: 3. lipnja 1985.
Status: izvan službe od 2002.
RTOP-41 Vukovar (ex FNS 62 Oulu)
Brodogradilište: Wärtsilä.
Naručena: 13. siječnja 1983.
Finska ratna mornarica:
U službi od: 1. listopada 1985.
Povučena iz službe: 2007.
Hrvatska ratna mornarica:
U službi od: 26. siječnja 2009.
RTOP-42 Dubrovnik (ex FNS 63 Kotka)
Brodogradilište: Wärtsilä.
Naručena: 13. siječnja 1983.
Finska ratna mornarica:
U službi od: 16. lipnja 1986.
Povučena iz službe: 2005.
Hrvatska ratna mornarica:
U službi od: 26. siječnja 2009.